# Владивосток (станція)
Владивосток (рос. Владивосток) — залізнична станція Владивостоцького регіону Далекосхідної залізниці, що знаходиться у місті Владивосток, адміністративному центрі Приморського краю. Тут же розташований головний залізничний вокзал міста.
Тут закінчується Транссибірська магістраль, що починається в Москві на Ярославському вокзалі і є найдовшою у світі (9288,2 км).

## Історія
19 травня 1891 року за участю майбутнього імператора Миколи II відбулася закладка залізниці та вокзалу.
Станція відкрита в 1893 році на дільниці Барановський — Владивосток.
В 1962 році, під час електрифікації дільниці Владивосток — Надеждинська, станція була електрифікована на змінному струмі 25 кВ.

### Аероекспрес
20 липня 2012 була введена в експлуатацію лінія електропотягів Владивосток — аеропорт Кневичі з проміжними зупинками Друга річка, Вугільна, Артем. Інтервал руху становить 2 години (з 8 до 20 годин), таким чином, на липень 2012 року діяло сім рейсів на день в кожному напрямку.
У січні 2013 року кількість рейсів було збільшено до 10 пар поїздів на добу.
У 2015 році кількість пар електропоїздів було скорочено до 4.